# Гонсалес, Мигель Анхель
Мигель Анхель Гонсалес Давила (исп. Miguel Ángel González Dávila, 15 ноября 1970 года, Мехико, Мексика) — мексиканский боксёр-профессионал, выступавший в легкой и полусредней весовых категориях. Бывший чемпион мира в лёгкой (версия WBC, 1992—1995) весовой категории.

## 1989—1998
Дебютировал в январе 1989 года.
В августе 1992 года бою за вакантный титул чемпиона мира в лёгком весе по версии WBC нокаутировал Уилфридо Рочу.
В августе 1994 года Гонсалес нокаутировал непобеждённого Левандера Джонсона.
В 1996 году мексиканец поднялся с 1-й полусредний вес.
В январе 1997 года Гонсалес встретился с чемпионом мира в 1-м полусреднем весе по версии WBC Оскаром Де Ла Хойей. Мексиканец уступил по очкам.

## 1998-03-07Мигель Анхель Гонсалес —Хулио Сесар Чавес
- Место проведения:  Плаза де Торос, Мехико, Мексика
- Результат: Ничья раздельным судейским решением
- Статус: Чемпионский бой за вакантный титул WBC в 1-м полусреднем весе
- Рефери: Люпе Гарсия
- Счет судей: Терри Смит (114—115 Чавес), Ларри О’Коннелл (116—114 Гонсалес), Чак Хассетт (115—115)
- Вес: Гонсалес 63,50 кг; Чавес 63,50 кг
- Трансляция: Showtime SET

В марте 1998 года состоялся поединок за вакантный пояс WBC между Мигелем Анхелем Гонсалесом и Хулио Сесаром Чавесом. Бой был близким. Комментаторы телеканала Showtime огласили следующий оценки — Ферди Пачеко поставил 115—113 в пользу Гонсалеса, а бывший чемпион в полутяжелом весе Бобби Чез — 114—114. Раздельным судейским решением была зафиксирована ничья. После оглашения вердикта, зрители, болевшие за Чавеса, забросали ринг мусором.

## 1999-08-21Константин Цзю —Мигель Анхель Гонсалес
- Место проведения:  Миккосуки Гейминг Ресорт, Майми, Флорида, США
- Результат: Победа Цзю техническим нокаутом в 10-м раунде в 12-раундовом бою
- Статус: Чемпионский бой за вакантный титул WBC в 1-м полусреднем весе
- Рефери: Фрэнк Санторе младший
- Время: 0:48
- Счет судей: Джон Кин (90-79), Дон О’Нейлл (89-81), Чак Уильямс (89-80)
- Вес: Цзю 63,30 кг; Гонсалес 63,25 кг
- Трансляция: Showtime

Так как Хулио Сесар Чавес отказался от реванша Гонсалеса, предпочтя повторный поединок с Оскаром Де Ла Хойей, то титул WBC в 1-м полусреднем весе был разыгран между Мигелем Анхелем Гонасалесом и Константином Цзю. Цзю доминировал весь бой. В 5-м раунде он сильно избил мексиканца, но тот выстоял. В начале 10-го раунде угол Гонсалеса попросил рефери остановить бой.

## 1998—2006
В сентябре 2004 года Гонсалес уступил с разгромным счётом абсолютному чемпиону в полусреднем весе Кори Спинксу.